# Sint-Annakapel (Andrimont)
De Sint-Annakapel is een voormalige kapel nabij de tot de Belgische gemeente Dison behorende plaats Andrimont.

## Geschiedenis
Op een terras boven de Grottes de la Chantoire (het tegenwoordige Val Sainte-Anne) vestigden zich in 1255 twee monniken van de Orde van het Heilig Kruis. Omstreeks dezelfde tijd werd daar de Sint-Annakapel gebouwd. Deze kapel raakte in verval en werd in 1435 herbouwd, mede door schenkingen van de lakenhandelaren uit Verviers. Nu werd de kapel een kluizenarij en er vestigde zich een kluizenaar. Tot begin 19e eeuw werd de kapel door vele gelovigen bezocht. In 1592 kwam de kapel aan de parochie van Stembert. Naast de kapel was er een kluizenaarswoning, een gastenverblijf en een ommuring. Vanaf 1810 werd de kluis niet meer bewoond en raakte in verval. De kluizenaarswoning bestond uit een overwelfde kelder onder het koor van de kapel.